# Christian Forssell

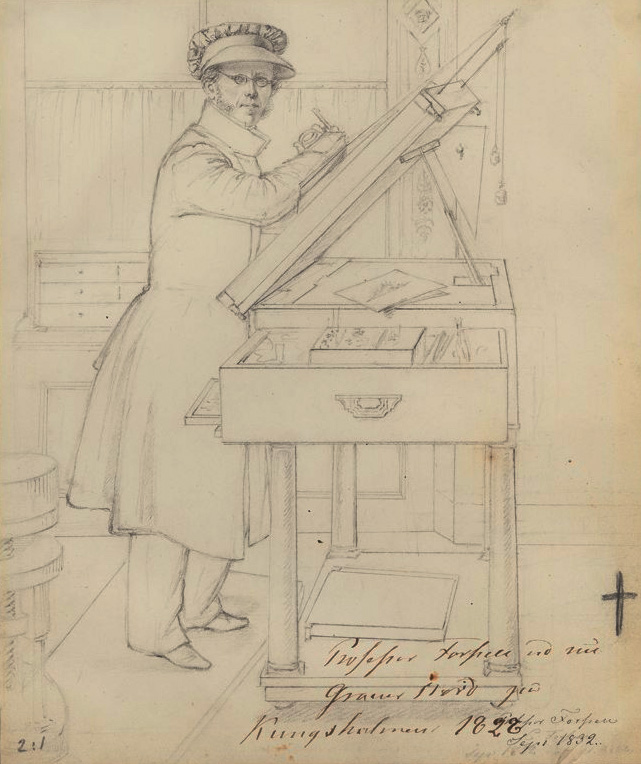
"Professor Forssell vid sitt gravurbord på Kungsholmen 1828." Teckning av Maria Röhl (1832).

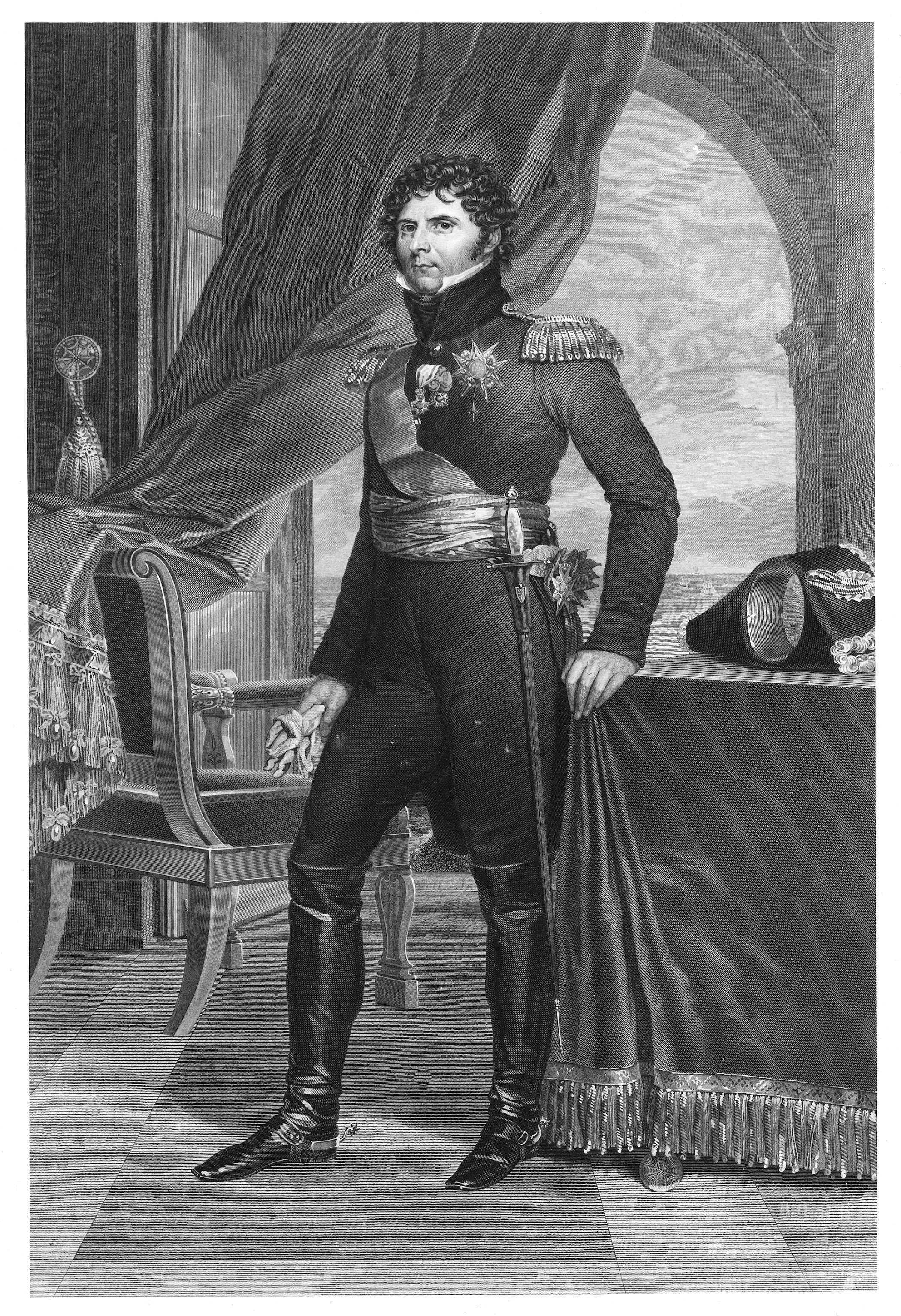
Kopparstick utfört av Forssell efter en målning av Karl XIV Johan av François Gérard.

Christian Didrik Forssell, född den 22 april 1777 i Helsingborg, död den 19 oktober 1852 i Stockholm, var en svensk kopparstickare.

## Biografi
Forssell fick en vårdad uppfostran och blev vid tretton års ålder student vid Lunds universitet. Han skickades 1790 till Köpenhamn för att studera medicin. Hans böjelse låg emellertid inte åt detta håll – vilket framgick bland annat av hans täta besök på konstakademien – och fadern sände honom därför 1791 till brödraförsamlingens skola i Zeist i Holland. Där fick han bland annat inhämta guldsmedsyrket, i vilket ritning och gravyr, hans älsklingsämnen från barnaåren, ingick. 
Vid sexton års ålder var han sin lärares högra hand och styrde hela verkstaden. Mot slutet av 1794, då fransmännen inträngt i Holland, tjänstgjorde Forssell som tolk hos franske generalen Pichegru och deltog under en månad i det märkliga vinterfälttåget. Han arbetade ännu ett par år som guldsmed, men gick så i lära hos en kopparstickare i Amsterdam. Han ägnade sig, utom åt den egentliga koppargravyren, även åt förfärdigandet av sigill; och hans rykte för skicklighet blev så stort, att han kunde sätta bo och alltmer utvidga sin verksamhet. 
Ett sigill, som han utförde för staden Amsterdam, gjorde honom bemärkt av Hollands dåvarande kung, Ludvig Bonaparte. Genom denne fick han ett årligt understöd på 1 000 floriner men med åliggande att flytta till Paris och där studera kopparstickarkonsten för att i framtiden fylla en plats vid en konstakademi som Ludvig tänkte inrätta i Amsterdam.
1806 kom Forssell till Paris, där han blev elev hos gravören Bervic. Han utgav Tetes caractéristiques tirées des principaux tableaux du musée de France, men egentlig uppmärksamhet väckte han först med en originalkomposition för en översättning av Dantes "Helvete" och ett 1808 fullbordat, graverat porträtt av Fénelon, i fråga om sträng och effektfull streckbehandling hans yppersta verk. 
Han fick stort tillopp av elever, även sådana, vilka förut handletts av Bervic. Underhållet från kung Ludvig indrogs då denne 1810 avsade sig kronan. Forssells rykte var då så stadgat att hans ställning var någorlunda tryggad. Han fick vid denna tid överinseendet över graverandet av de planscher som tillhörde den så kallade egyptiska kommissionens stora arbete över Egypten, ett vidlyftigt praktverk som länge fortgick. 
Efter slaget vid Paris (mars 1814) deltog Forssell i nationalgardet i stadens försvar. Som minne av sin tjänstgöring erhöll han, efter restaurationen i december 1814, "décoration de la fleur de lis", och han är säkerligen den ende svensk som burit denna utmärkelse. Han stod nu på höjden av sin utveckling: porträttet av Ducis (1814, efter Gérard) och det därmed samtida av Ludvig XVIII (efter Augustin) vittnar därom. 
Då det blev känt att han ämnade lämna Paris, fick han fördelaktiga anbud såväl från Tyskland som från Nordamerika. Samtidigt anlände ett dylikt även från Karl Johan, och han bestämde sig för detsamma och återvände till Sverige hösten 1816. Efter sin ankomst till Stockholm kallades Forssell 1817 till vice professor vid konstakademien, vars ledamot han blivit 1815. 
Där utställde han 1818 bland annat en kopia i sepia efter Gérards porträtt av Karl XIV Johan, vilket arbete så behagade denne, att han befallde dess graverande och lät teckna sig för 400 ex., för vilka, då verket 1823 blev färdigt, erlades 5 000 rdr b:ko. Detta ypperliga blad, Forssells förnämsta arbete i Sverige, väckte där ett oerhört uppseende. Forssell fick nu även i Stockholm åtskilliga lärjungar, bland dem Johan Cardon, Billmark, Maria Röhl och Holmbergsson. 
Det var delvis dessa lärjungar, som utförde det stora verk, vilket Forssell 1823 började samt på 12 år fullbordade, Ett år i Sverige, med kopparstick efter Johan Gustaf Sandbergs teckningar och med text av Anders Abraham Grafström (12 häften, 1827–35). 1836 utkom en fransk bearbetning (Une année en Suéde), med samma planscher, varjämte ett litografiskt övertryck av de senare, med omtryck av svenska texten, utgavs 1864. Oaktat sitt höga pris hade detta verk en ganska storartad avsättning. Forssell övervakade arbetet och lade själv handen vid dess fulländande. Under dessa år utförde han därjämte flera blad, bland annat Tegnér (1830, efter M. Röhl) och De Geer (efter Sandberg). 
Forssell drabbades dock sedan av en stor motgång, i det litografin vann allt större insteg även i Sverige, varigenom koppargravyren undanträngdes, först från det merkantila och litterära, sedan även från det konstnärliga området. Hans bästa lärjungar övergick till litografin, bekymmer av flera slag infann sig, och Forssell lät sin grafstickel vila under hela 1840-talet.
Forssell hade under sin långa vistelse i utlandet stått i beröring med många framstående personligheter. En del av hans minnen återfinner man i skriften "Forssell, den siste kopparstickaren, eller en svensk konstnär i utlandet", ett biografiskt utkast av T. G. Rudbeck" (1861), författat av hans måg och tydligen grundande sig på autentiska meddelanden. Forssell var gift sedan sin vistelse i Holland och hade flera barn, av vilka dottern Eugénie Forssell (f. 1808, d. 1833) visade konstnärliga anlag.

## Konstnärskap
Såsom gravör tillhörde Forssell den franska skolan, sådan denna utvecklat sig under inflytande av de goda tekniska traditionerna från 1700-talet och av den antikiserande riktningen inom måleriet. Han förenar sålunda en sträng och fast teckning med en viss mjukhet och rundning i modelleringen, vilken ibland förefaller sökt och ängslig genom sitt omsorgsfulla undvikande av kraftigare, kantigare former. Sin grafstickel för han med en elegans och en finhet i de minsta enskildheter, vilka uthärdar jämförelse med vad i denna väg lämnats av den kopparstickarskola han tillhör. 
Icke förty saknar man – vad som över huvud kan anmärkas såsom en brist även hos hans bästa samtida – större djup och kraft i tonen, rörligare växling och större frihet i strecklagen, med ett ord: en mera pittoresk verkan. Med denna något stela stränghet visar Forssell även ej sällan en viss benägenhet för de metalliska glanseffekter, vilka man förebrått hans lärare Bervic och flera av denna skolas yppersta. Trots dessa svagheter är Forssells högt utbildade konstnärlighet obestridlig. 
Hans i punktermaner utförda arbeten är ej många och lider i än högre grad än de i streckmaner av ovan antydda brister. Han var även en utmärkt tecknare i sepia samt behandlade tuschen och svartkritan med överlägsenhet. Bland Foprssells förnämsta arbeten märks, utom de ovan nämnda, Camoéns, efter Gérard och Desenne, Pestalozzi, efter mille Rath (1814), Rosenstein, efter Sergel (1838), Petrus, efter Moritz, och Magdalena, efter Pieneman. Han utförde även en mängd bokillustrationer, i synnerhet i Paris. Forssell finns representerad vid bland annat Nationalmuseum i Stockholm.